# Кратьех
Кратье́х (кхмер. ក្រចេះ) — провінція на сході центральної частини Камбоджі.

## Географія
Кратьех межує з провінціями Мондолькірі (на сході), Стингтраенг (на півночі), Кампонгтхом (на заході), Кампонгтям (на південному заході), а також із В'єтнамом (на півдні). З півночі на південь провінцію перетинає річка Меконг. Більша частина території вкрита густими лісами. Деякі землі використовуються для сільського господарства, втім доля таких земель незначна у порівнянні з долею сільськогосподарських угідь в інших провінціях країни.
Клімат у Кратьех — мусонний, з прохолодним сезоном — від листопада до березня, спекотним сезоном — від березня до травня, й сезоном дощів від травня до жовтня. У провінції часто трапляються повені.

## Демографія
Динаміка чисельності населення провінції за роками:
| 1998    | 2005    | 2008    | 2013    |
| ------- | ------- | ------- | ------- |
| 263 175 | 333 761 | 319 217 | 344 121 |

## Адміністративний поділ
В адміністративному сенсі провінція поділяється на 5 округів:
| Код  | Назва         | Оригінал |
| ---- | ------------- | -------- |
| 1001 | Чхлоунг       | ឆ្លូង      |
| 1002 | Крачех        | ក្រចេះ      |
| 1003 | Преаек Прасаб | ព្រែកប្រសប  |
| 1004 | Самбоур       | សំបូរ      |
| 1005 | Снуол         | ស្នួល      |

## Економіка
Близько 78 % населення провінції зайняті в сільському господарстві. 30 % господарств живуть менше ніж на 1 долар на день, а 32 % населення проживають за межею бідності, що, однак, нижче за середній по країні показник у 39 %. На території провінції видобувають золото. Серйозною екологічною проблемою є незаконне вирубування лісів, що проводиться владою провінції. Транспортна мережа розвинута слабко.